# Delphine Medjo
Delphine Medjo, née le 09 mars 1941 à Douala et morte le 22 septembre 2016 à Yaoundé  est une femme politique camerounaise. Elle est sénatrice de 2014 à 2016.

## Biographie
Delphine Medjo est née  le 09 mars 1941 à Douala, capitale économique du Cameroun. Elle est originaire de la Région du Sud. Elle grandit à Douala  avec ses deux frères et sa sœur. Elle fait ses études à l’école des jeunes filles de Douala et plus tard rejoint l’école normale des instituteurs de Nkongsamba. Elle est l’une des diplômées de la première promotion. Elle se fait par la suite recruter comme enseignante à l’école publique de New Bell Bassa à Douala, plus précisément dans l'arrondissement de Douala 2ᵉ. Elle fait la connaissance du premier ministre Charles Assalé, qui lui propose un travail à Ebolowa.

### Politique
Delphine Medjo commence sa carrière politique en 1962 à Douala au sein de l’Union camerounaise, parti unique.
En 1992, elle est élue députée de la nation et Conseiller Municipal à la Commune Urbaine d'Ebolowa, où elle occupe le poste de présidente de la commission des Affaires Sociales
En 1996, elle intègre le bureau politique du RDPC et devient membre titulaire du comité central dudit parti.
Elle est élue sénatrice le 14 avril 2014.
Elle décède le 22 septembre 2016 à Yaoundé au Centre hospitalier universitaire (CHU) de suite de maladie. Elle était âgée de 75 ans.